# BDH-Klinik Elzach
Die BDH-Klinik Elzach GmbH in Elzach ist eine Klinik für die Rehabilitation in der Neurologie in der Trägerschaft des BDH Bundesverband Rehabilitation. Sie hat über 600 Mitarbeiter und bietet Betten für 210 Patienten zusammen. Die Klinik arbeitet eng mit dem Universitätsklinikum Freiburg. Ärztlicher Direktor der Klinik ist Christian Weimar.

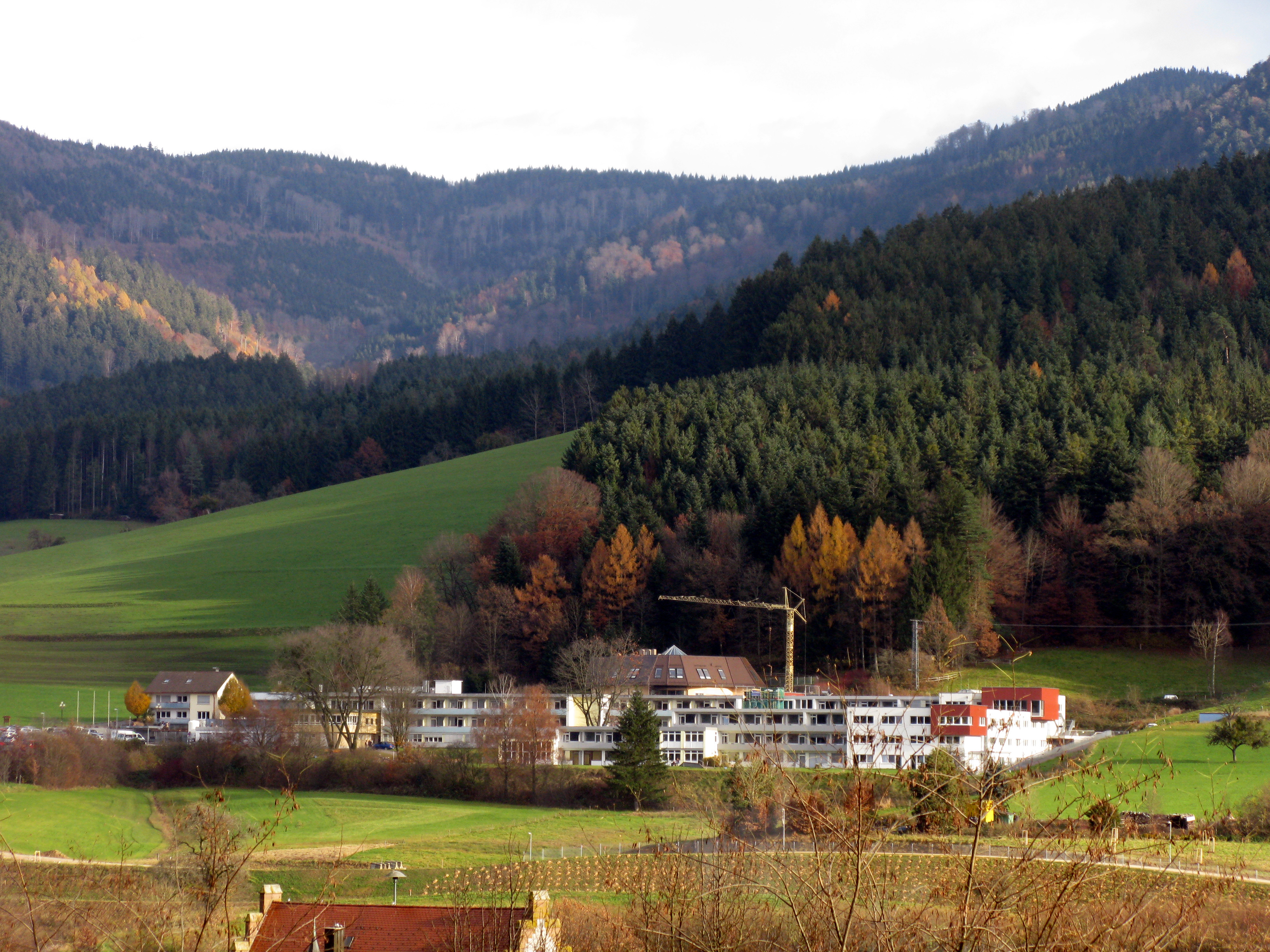
BDH-Klinik

## Geschichte
1958 beschloss der Vorstand des Bundes hirnverletzter Kriegs- und Arbeitsopfer (BHKA), seinen vier bestehenden Kurheimen in Braunfels, Allner, Hessisch Oldendorf und Vallendar ein weiteres Erholungsheim im Schwarzwald hinzuzufügen. 1961 wurde bereits der erste Patient im „Neurologischen Sanatorium Elzach“ behandelt. Der große Erweiterungsbau der Klinik wurde 1970 fertiggestellt. Fünf Jahre später erfolgte wiederum eine Erweiterung. Das Sanatorium hatte nun eine Kapazität von 180 Betten. 
Anfang der 1980er Jahre vollzog das Haus die Wende vom Kurheim zur Einrichtung für neurologische Rehabilitation und bot Reha für Krankenkassenpatienten an. Das Sanatorium wurde in „Neurologische Klinik Elzach“ umbenannt. 1995 wurde die durch eine Spende der Hannelore-Kohl-Stiftung geförderte Frühreha-Modelleinrichtung mit 20 Betten eröffnet. Zum 1. Januar 2009 erfolgte die Umbenennung in „BDH-Klinik Elzach“, um den Klinikträger im Namen hervorzuheben (BDH Bundesverband Rehabilitation). Ein weiterer Erweiterungsbau, der die beiden südwärts weisenden Flügel der Klinik verbindet, wurde im Oktober 2009 fertiggestellt und dem Betrieb übergeben. In diesem Zusammenhang erfolgte eine Umstrukturierung aller Stationen.
Seit Oktober 2018 befindet sich die inzwischen fünfte Erweiterung der Klinik mit weiteren 52 Behandlungsplätzen der Frührehabilitation (Phase B) auf zwei neuen Stationen im Bau, geplante Eröffnung ist im Juli 2021. Die Klinik hat sich zum größten Standort für die neurologische Frührehabilitation in Baden-Württemberg entwickelt.

## BDH-Klinik Waldkirch
Zum 1. April 2019 übernahm der BDH Bundesverband Rehabilitation die Trägerschaft des Bruder-Klaus-Krankenhauses in Waldkirch vom Regionalverbund kirchlicher Krankenhäuser. Hier sollen in Zukunft neben den bisherigen Leistungen wie Chirurgie und Innere Medizin auch die weiterführende Neurologie in Kooperation mit der BDH-Klinik Elzach angeboten werden.

## Lage
Eingebettet in die Landschaft des Südschwarzwaldes liegt die BDH-Klinik auf einem Berghang über der Stadt Elzach ca. 26 km von Freiburg im Breisgau.

## Abteilungen
Die Klinik verfügt über folgende Abteilungen:
| - Medizinischer Bereich - Pflege - Badeabteilung - Ergotherapie - Frührehabilitation - Heilpädagogik - Kunsttherapie | - Operation (Medizin) - Neuropsychologie - Pflegeüberleitung - Physiotherapie - Schlucktherapie - Sprachtherapie - Sozialdienst - Seelsorge |

### Stationen
Die Stationen der Klinik tragen die Namen umliegender Berge im Schwarzwald. So gibt es die Stationen Belchen, Hörnleberg, Silberberg, Feldberg, Hornisgrinde, Kaiserstuhl, Kandel, Lindenberg, Rohrhardsberg, Schauinsland und Schönberg.

## Indikationen
- Neurologische Erkrankungen
- Unfall- und Verletzungsfolgen

## Bildung
Seit 2001 verfügt die Klinik über eine staatlich anerkannte Schule für Gesundheits- und Krankenpflegehilfe und bildet jedes Jahr ca. 20 Schüler zu staatlich anerkannten Gesundheits- und Krankenpflegehelfern aus. Nach der Übernahme des Bruder-Klaus-Krankenhauses in Waldkirch wurde die Schule mit Ausbildungsbeginn zum 1. Oktober 2019 von Elzach nach Waldkirch verlagert, um den Auszubildenden einen attraktiveren Standort zu bieten. Die praktische Ausbildung der Schüler findet weiterhin auch in Elzach statt.
In der dualen Ausbildung Pflege/Pflegewissenschaft verbindet die BDH-Klinik Elzach gemeinsam mit der Katholischen Hochschule Freiburg das Bachelor-Studium "Angewandte Pflegewissenschaft" und eine dreijährige Ausbildung in der Pflege. Seit 2020 kann die dreijährige generalistische Ausbildung zum Pflegefachmann bzw. zur Pflegefachfrau hier absolviert werden, ebenso seit 2020 in Kooperation mit den Gesundheitsschulen Südwest eine Ergotherapie-Ausbildung. 
Es besteht die Möglichkeit der Ausbildung zum Facharzt. Ein interdisziplinäres Fortbildungsprogramm für Ärzte, Pfleger und Therapeuten findet regelmäßig statt.

## Qualität
Die BDH-Klinik Elzach ist nach DEGEMED und DIN EN ISO 9001:2008 zertifiziert. 